# Villa Grassi
Villa Grassi, citata anche come villa Grassi, Baroni dai cognomi delle famiglie dei proprietari che negli anni si sono succeduti, o anche Corte Grassi, è un complesso architettonico storico situato a Baricetta, frazione del comune di Adria, in provincia di Rovigo. 
Costruito durante i primi anni del XVII secolo, quando la zona era ancora solo parzialmente bonificata, presenta l'aspetto tipico delle ville venete dell'epoca costituito dalla casa padronale, posta al centro, alla quale si estendono simmetricamente le due barchesse ai lati e, oltre le adiacenze riservate a usi rustici, la cappella gentilizia, in posizione avanzata e fuori dalla cinta muraria, dedicata secondo le fonti all'Immacolata concezione o alla Natività della Beata Vergine.

## Storia
La presenza della famiglia Grassi, conti del patriziato veneziano di San Samuele, è accertata fin dai primi anni del XVI secolo e, secondo il Canova, è ipotizzabile che l'attuale villa sorga dove vi era un precedente edificio ad uso rurale, forse un Cason di valle, del quale resta testimonianza nella torre colombaia ancora presente e parte della recinzione nel retro della casa padronale, nella zona settentrionale del complesso.